# Sinfonía en sol mayor, KV 45a (Mozart)

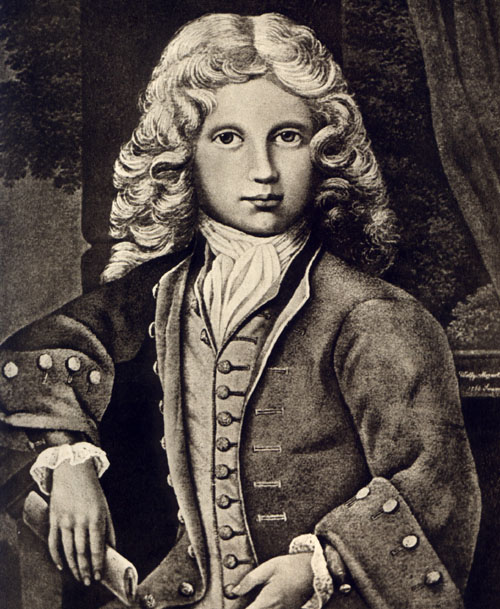
Mozart en 1767.

La Sinfonía n.º 7a en sol mayor, K. Anh. 221/45a, también conocida como Viejo Lambach o en alemán Alte Lambacher, probablemente fue compuesta por Wolfgang Amadeus Mozart en 1766, cuando el compositor tenía diez años.

## Historia

### Contexto

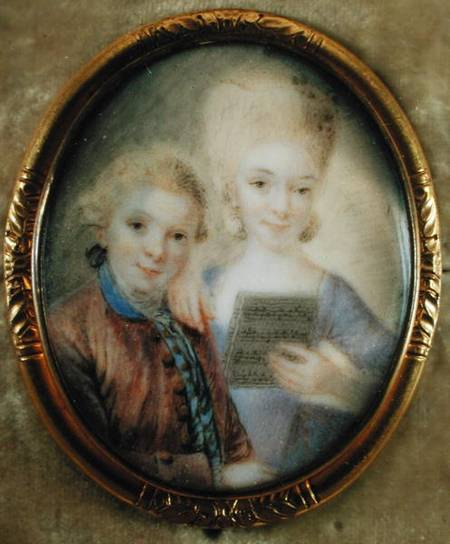
Wolfgang y Nannerl hacia 1763.

La carrera de Mozart como sinfonista había empezado en Londres durante el gran viaje de la familia Mozart por Europa entre junio de 1763 y noviembre de 1766. El padre Leopold Mozart planeó la gira para exhibir a sus prodigiosos hijos, Wolfgang y Nannerl en las principales cortes europeas. Tras pasar por Alemania, Bélgica y Francia, la familia llegó a Londres en abril de 1764 y el día 27 se presentó en la corte de Jorge III. La extraordinaria impresión que causó la destreza de los niños con el teclado en los numerosos conciertos que ofrecieron está bien documentada. En ese tiempo Wolfgang compuso sus primeras obras del género, que tenían una deuda sustancial con las sinfonías de estilo galante italianizante en tres movimientos de Carl Friedrich Abel y Johann Christian Bach; también escuchó las sinfonías de compositores relevantes como Thomas Arne, William Boyce y Giuseppe Sammartini.

Regresaron a Salzburgo tras tres años y medio de gira. Leopold no tardó en hacer nuevos planes para dar a conocer a sus hijos en Viena, donde Mozart, de seis años, ya había actuado para la corte de la emperatriz María Teresa. El 15 de septiembre de 1767 la familia llegó a la capital y cuatro semanas después estalló en Viena una epidemia de viruela que les obligó a refugiarse en la localidad morava de Olomouc. Esta huida también incluyó una estancia en Brno, donde el conde de Schrattenbach organizó un concierto. Las precauciones de Leopold fueron en vano, ya que sus dos hijos contrajeron la viruela (véase Mozart y la viruela).

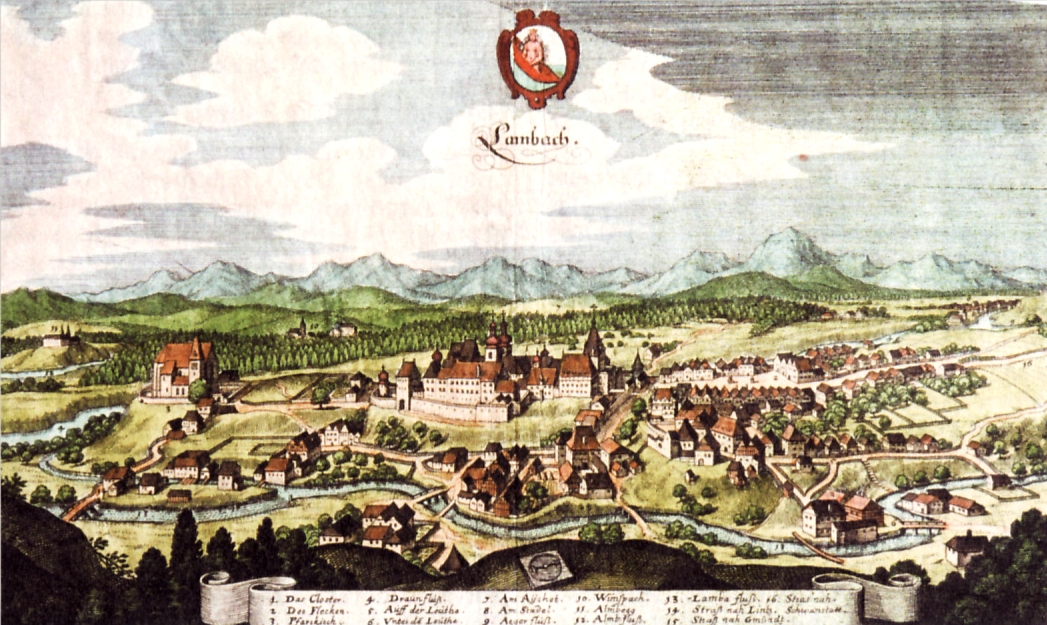
Abadía de Lambach y alrededores, Matthäus Merian, 1649.

### Composición
La composición de esta obra, si realmente se trata de una obra del joven Mozart, pudo desarrollarse en 1766 en La Haya y revisada en 1767.  La obra se ha conservado únicamente en dos partituras manuscritas, que son copias no autógrafas de la versión original y revisada. En 1923 fueron hallados dos manuscritos en los archivos de la Abadía de Lambach, un monasterio de la Alta Austria donde la familia Mozart solía alojarse en el trayecto entre Viena y Salzburgo. A juzgar por su ubicación geográfica, los eruditos supusieron que la obra había sido escrita durante un viaje a Viena entre 1767 y 1768. En enero de 1769 la familia Mozart acabó su viaje de Salzburgo a Viena, deteniéndose en diversos lugares como Lambach, si bien esta parada en el viaje no se menciona en la correspondencia familiar. Como era habitual en monasterios de Baviera y Austria, esta abadía ofrecía habitaciones y comida para viajeros y mantenía una capilla tanto para la celebración de la liturgia como para el entretenimiento. Probablemente las dos partituras manuscritas fueron un obsequio de la familia Mozart en agradecimiento por la hospitalidad con la que los habían acogido.
- El primer manuscrito, conocido como el "Viejo Lambach" (K. 45a), presenta la inscripción «Del Sigre: Wolfgango Mozart. Dono Authoris 4.ta Jan. [1]769» (Del Sr. Wolfgang Mozart. Doy del autor el cuatro de enero de [1]769). La primera frase está en italiano y la seguna frase está en latín.[5]

- El segundo manuscrito, conocido como el "Nuevo Lambach" (G16), KV deest, fue atribuido a Leopold Mozart con la misma fecha.

### Autoría
Desde el bicentenario de su composición, la K. 45a sólo ha sido objeto de modestos esfuerzos musicales, pero dio lugar a un considerable debate musicológico acerca de la atribución y el desarrollo estilístico que duró décadas, e incluso perturbó una serie prevista de grabaciones completas de las primeras sinfonías de Mozart. El problema radicaba en la dificultad de discernir la obra de un Wolfgang muy precoz y muy joven, de la de su padre y mentor, Leopold, muy hábil pero menos notable.
Alfred Einstein afirma que la K. 45a, atribuida a Wolfgang, fue compuesta entre 1767 y 1768 durante su estancia en Viena, lo cual concuerda con la fecha del manuscrito de Lambach. Por esta razón fue introducida en el catálogo Köchel principal como K. 45a y este análisis fue repetido en ediciones posteriores del catálogo. Las ediciones previas incluían la obra como Anhang o anexo del catálogo, numerándola K. Anh. 221, puesto que se desconocía la obra, a excepción del íncipit presente en el catálogo de Breitkopf & Härtel.
Anna Amalie Abert en 1964 propuso una nueva hipótesis, según la cual la K. 45a era obra de Leopold y que un bibliotecario de Lambach la había confundido con otra sinfonía de Wolfgang en la misma tonalidad, conocida como G16 y cuya partitura manuscrita también se conservaba en Lambach. Las portadas de las dos sinfonías habían sido intercambiadas accidentalmente. La teoría se basaba en un extenso análisis de ambas obras, así como en comparaciones entre estas y otras sinfonías de Leopold y Wolfgang de esa misma época. Según los análisis de Abert:  
- La K. 45a o Viejo Lambach, atribuida a Wolfgang, era en realidad obra de Leopold. Su estilo resulta arcaico y es «menos buena» desde el punto de vista estético. La comparación reveló similitudes entre varios rasgos formales y estilísticos más cercanos al estilo sinfónico de Leopold. El Allegro maestoso inicial presenta una estructura monotemática así como un prolongado uso de secuencias de frases ascendentes de dos compases (compases 8, 23 y 29); en el galante Andante del segundo movimiento y en el Presto final en ritmo ternario, se percibe un desarrollo motívico poco inventivo.

- La G16 o Nuevo Lambach era en cambio obra de Wolfgang, puesto que se desarrollaba de una manera más fluida y creativa con una mayor continuidad, ilación y variedad melódica de ideas.

Los argumentos de Abert resultaron tan convincentes que la G16 fue publicada como obra de Mozart y fue grabada como parte de varios integrales de las sinfonías de Mozart, entre los que destaca The Complete Mozart Edition. De hecho, en una serie de grabaciones de las sinfonías completas de Wolfgang emprendida por Christopher Hogwood junto a la Academy of Ancient Music, se incluyó la G16 mientras que se dejó fuera la K. 45a.

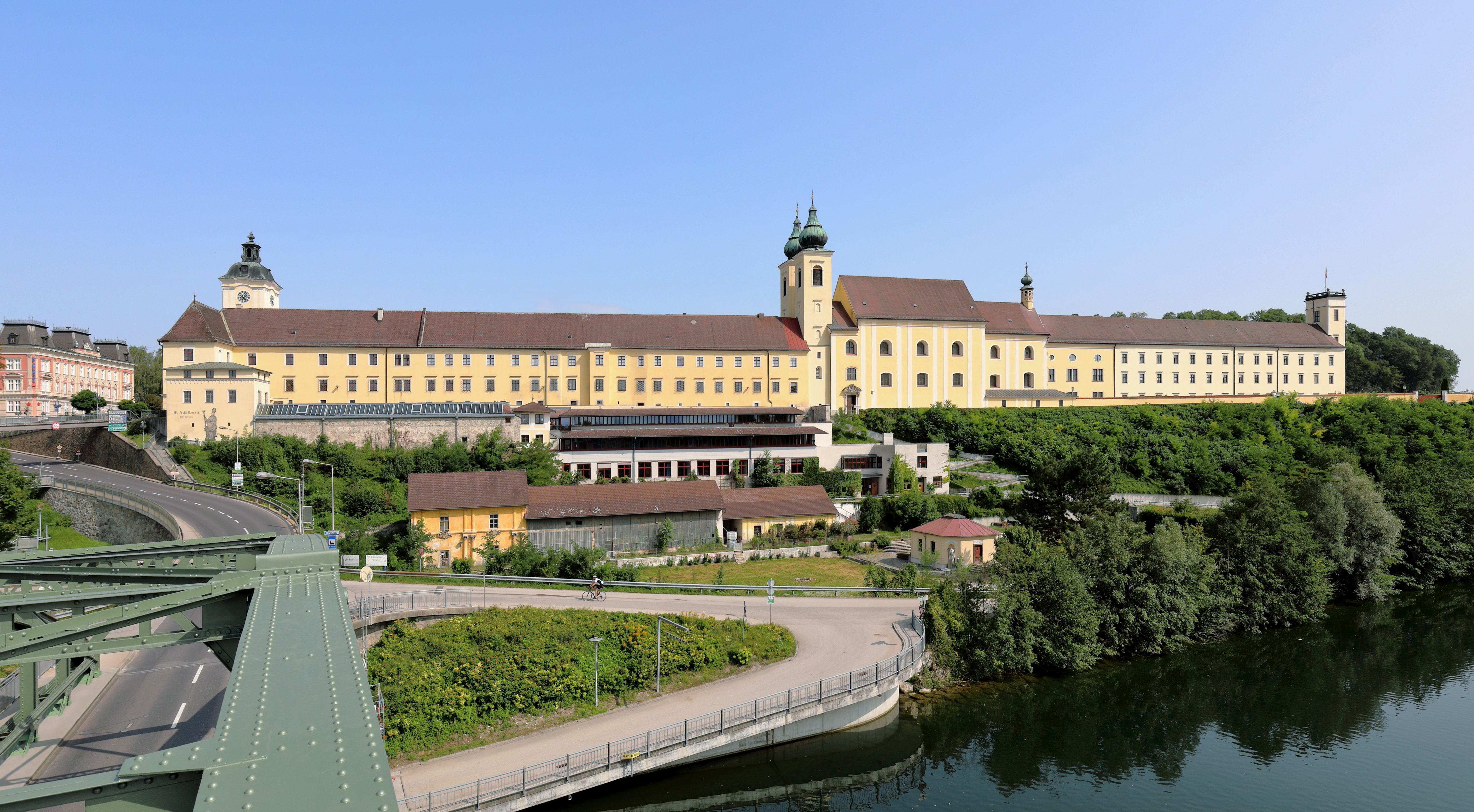
Abadía de Lambach

Neal Zaslaw en 1982 concluyó que la K. 45a era efectivamente de Wolfgang, mientras que la G16 era de Leopold. Zaslaw era asesor de la serie de Hogwood pero sus conclusiones llegaron demasiado tarde para cambiar el calendario de grabaciones. Los rasgos un tanto arcaicos en los que Abert basó su atribución, así como su estructura en tres movimientos (en contraposición a la forma de cuatro movimientos preferida en Viena), situaban la K. 45a dentro de la obra del compositor más joven, pero antes en su cronología. Zaslaw insistió en que la atribución original era correcta por los siguientes motivos:
- La mayor continuidad melódica de ideas de la G16 es un rasgo común de la última parte del Barroco, mientras que las frases de dos compases de la K. 45a parecen seguir el más moderno estilo galante.
- Los dos manuscritos fueron copiados por los copistas salzburgueses Estlinger, lo que implica que las obras debieron de ser escritas en Salzburgo antes de que los Mozart iniciasen su viaje a Viena, en septiembre de 1767. No obstante, cuanto más pronto se datan las sinfonías, menos comprensible se hace el «estilo arcaico» que se pretende atribuir a Wolfang.
- Wolfgang aprendió muchos estilos musicales en los viajes con la familia y posteriormente afirmó que no quería componer en ningún estilo concreto.
- Al atribuir la K. 45a a Leopold por ser «menos buena» y de «menos talento», se está subestimando la habilidad de Leopold como compositor.
- Como ninguna de las sinfonías contemporáneas de Wolfgang (n.º 6, n.º 7 y n.º 8) había sido compuesta en Viena, parece dudoso que esta fuese escrita en dicha ciudad.
- Es improbable que Leopold hubiera aceptado que los copistas de Salzburgo hubieran intercambiado las páginas de título de ambas obras, usando la sinfonía en conciertos y donando los manuscritos a la Abadía de Lambach (donde un monje pudo haber escrito seguidamente la fecha «1769») sin corregir el error.
- En 1767 Leopold copió seis sinfonías tempranas de Wolfgang y las envió al príncipe Wenzel de Donaueschingen. La K. 45a estaba probablemente entre estas seis obras.

En febrero de 1982 las partes orquestales originales del K. 45a (en la caligrafía de Leopold, de Nannerl y de un copista no identificado) fueron descubiertas en la Biblioteca Estatal de Baviera, ubicada en Múnich. Esta partitura se conserva en la actualidad en la Biblioteca Estatal de Baviera bajo la denominación BSB Mus.ms. 13467 y se puede consultar en línea. Leopold escribió «à la Haye 1766» (en La Haya 1766) en la página del título, junto al nombre de Wolfgang. Esto implica que la K. 45a fue compuesta por Wolfgang durante su estancia en La Haya, posiblemente con ocasión de una inauguración realizada por el príncipe Guillermo de Orange el 11 de marzo de 1766. Los Mozart llevaron consigo la sinfonía en sus viajes; Wolfgang revisó la sinfonía durante el trayecto, introduciendo algunos cambios, especialmente en las voces intermedias.

## Instrumentación
La partitura está escrita para una orquesta formada por:
- Viento madera: 2 oboes y 1 [fagot].
- Viento metal: 2 trompas en sol.
- Teclado: [clavecín].
- Cuerda: una sección de cuerdas con 2 violines (primero y segundo), viola, violonchelo y contrabajo.

En las orquestas de aquella época era una práctica común emplear el fagot y el clavecín, si estaban presentes en la orquesta, para reforzar la línea del bajo doblando a los violonchelos y los contrabajos o bien como continuo, incluso sin notación separada.

## Estructura y análisis
La sinfonía consta de tres movimientos:
- I. Allegro maestoso, en sol mayor 4
4
- II. Andante, en do mayor 2
4
- III. Presto / Molto allegro (en la primera versión), en sol mayor 3
8

La interpretación de esta obra dura aproximadamente entre 10 y 15 minutos. 

### I.Allegro maestoso
El primer movimiento, Allegro maestoso, está escrito en la tonalidad de sol mayor, en compás de 4/4 y sigue la forma sonata.  

### II.Andante
El segundo movimiento, Andante, está en do mayor y en compás de 2/4.  

### III.Presto / Molto allegro
El tercer y último movimiento, Presto / Molto allegro, retoma la tonalidad inicial y el compás es 3/8. 